# Ingeborg-Bachmann-Preis 1977
Der Ingeborg-Bachmann-Preis 1977 war der erste Wettbewerb um den Literaturpreis. Der Lesemarathon fand im Rahmen der Woche der Begegnung im Klagenfurter Stadthaus statt.

## Autoren

### Erster Lesetag
- Rolf Schneider
- Hermann Friedl
- Walter Kappacher
- Gerhard Meier
- Heinz Pototschnig
- Godehard Schramm
- Peter Schalmey
- Dieter Kühn

### Zweiter Lesetag
- Jürg Laederach
- Gert Jonke
- Karin Struck
- Uwe Bolius
- Marie-Thérèse Kerschbaumer
- Herbert Eisenreich
- Hans-Jürgen Fröhlich
- Maria Elisabeth Straub

### Dritter Lesetag
- Klaus Stiller
- Renate Schostack
- Horst Bienek
- Vintila Ivanceanu
- Elisabeth Plessen
- Jost Perfahl
- Reto Hänny

## Juroren
- Rolf Becker
- Humbert Fink
- Gertrud Fussenegger
- Peter Härtling
- Alfred Kolleritsch
- Rudolf Walter Leonhardt
- Kuno Raeber
- Marcel Reich-Ranicki
- Manès Sperber
- Friedrich Torberg
- Heinrich Vormweg
- Hans Weigel
- Ernst Willner

## Preisträger
- Ingeborg-Bachmann-Preis (dotiert mit 100.000 ÖS): Gert Jonke für „Erster Entwurf zum Beginn einer sehr langen Erzählung“
- Sonderpreis der Klagenfurter Jury (dotiert mit 52.000 ÖS): Hans-Jürgen Fröhlich für „Einschüchterungsversuche“
- Stipendium (dotiert mit 5.000 DM): Renate Schostack für „Das Haus“